# 天主教卡維馬斯教區
天主教卡維馬斯教區（拉丁語：Dioecesis Cabimensis）是委內瑞拉一個羅馬天主教教區，屬馬拉開波總教區。
教區成立於1965年7月23日，位於蘇利亞州東部。2006年有教友784,000人（佔轄區總人口94.0%）、卅三個堂區、四十二名司鐸。現任教區主教為安赫爾·方濟各·卡拉巴洛-費爾明，榮休主教為威廉·亨利·德爾加多-西爾瓦。